# Архитектура Португалии

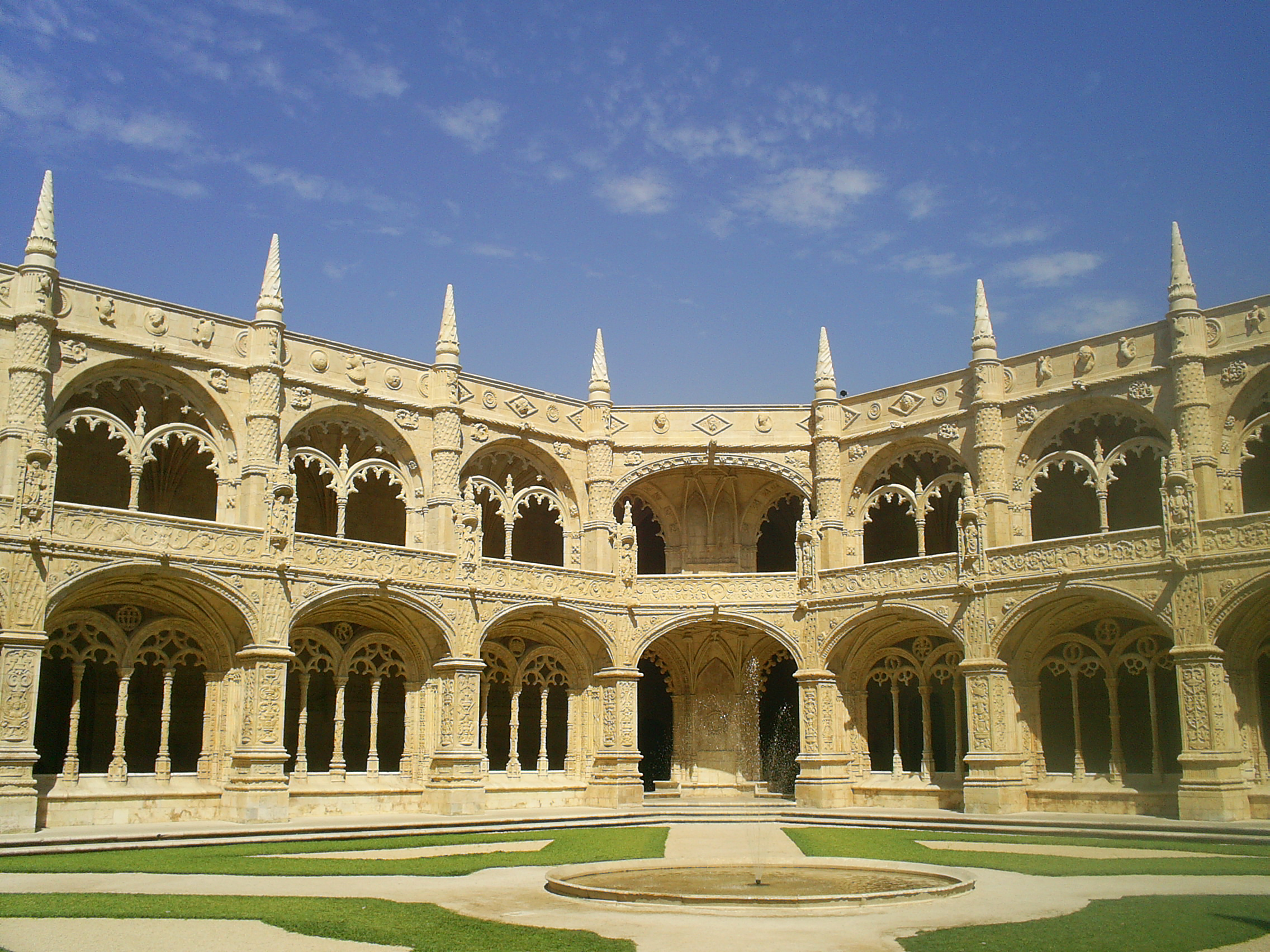
Клуатры Монастыря иеронимитов в Лиссабоне, построенные в стиле мануэлино в 1520-х гг.

Архитектура Португалии — совокупность архитектурных сооружений, находящихся на территории современной Португалии, а также стран, испытавших сильное влияние португальской культуры. В особенности это касается стран, бывших частью Португальской колониальной империи.
Португальская архитектура, как и другие составляющие культуры Португалии, основана на истории страны; несколько различных народов в разное время оказывали влияние на общекультурные явления в стране. Это римляне, германские народы, арабы. Позднее на архитектуру страны влияли общеевропейские архитектурные стили, получившие распространение в определённые периоды. К ним относят романский, готический стиль, архитектуру Возрождения, барокко и классицизма. Среди собственно португальских архитектурных стилей выделяется мануэлино — португальский вариант поздней готики, и помбалино — смесь позднего барокко и классицизма, получившая распространение после Лиссабонского землетрясения 1755 года.
Португальскую архитектуру XX века характеризуют ряд известных личностей, таких как Фернандо Тавора, Томас Тавейра, Эдуарду Соуту де Моура и, особенно, Алвару Сиза Виейра.

## Ранняя архитектура

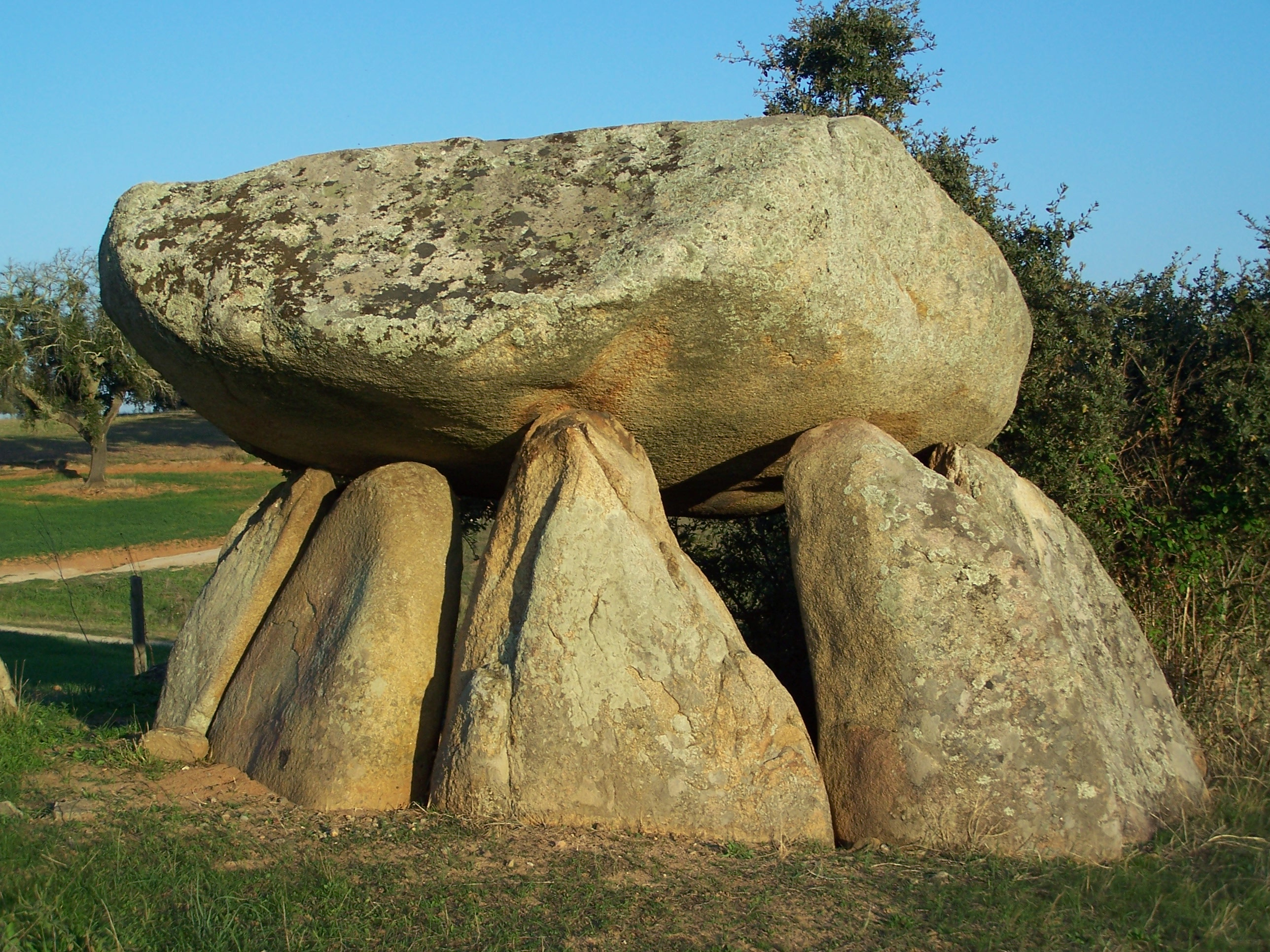
Дольмен в Кабесане, недалеко от Моры.

### Мегалиты
Самые ранние примеры архитектурной деятельности на территории Португалии датируются эпохой неолита и, в основном, связаны с мегалитической культурой. По всей стране обнаружено большое количество дольменов, курганов и менгиров. Особенно богат мегалитическими памятниками регион Алентежу, самым известным из них является памятник Анта-Гранде-ду-Замбужейру, находящийся недалеко от Эворы. Обнаруженные менгиры стоят как по отдельности, так и образуя круг, становясь кромлехами. Кромлех Алмендриш, также находящийся недалеко от Эворы, является самым большим на Пиренейском полуострове, он содержит около сотни менгиров, образующих два эллиптических массива.

### Первобытные поселения
Первобытные укреплённые поселения, датированные медным веком, обнаружены в долине реки Тежу, например Вила-Нова-де-Сан-Педру недалеко от Карташу, или Кастру-ду-Замбужаль около Торриш-Ведраш. 

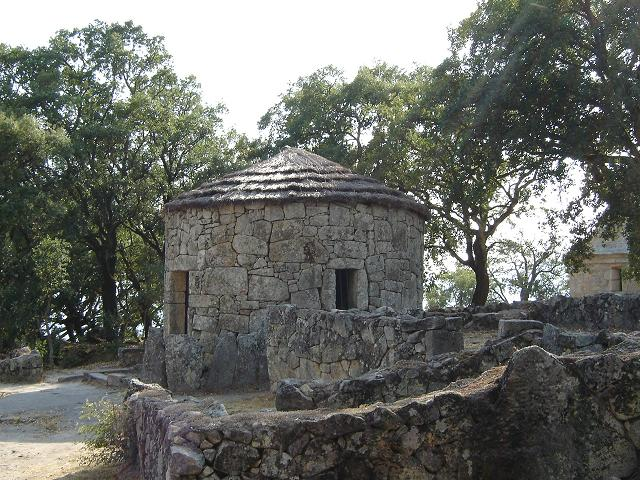
Дом железного века в Ситании-де-Бритейруш

 Эти территории были заняты ок. 2500—1700 годы до н. э. и были окружены каменными стенами и башнями, что свидетельствует о том, что в данный период происходило множество военных конфликтов.
Начиная с VI века до н. э. Северо-Западная Португалия, а также соседняя Галисия испытывали влияние культуры Кастро. Данный регион был усеян городищами, которые продолжали существовать и в римский период, когда эти территории стали провинцией Галлеция. Наиболее известными археологическими памятниками данного периода являются Ситания-де-Санфинш около Пасуш-де-Феррейра, Ситания-де-Бритейруш около Гимарайнша и Сивидаде-де-Терросу около Повуа-де-Варзин. Для оборонительных целей эти городища были построены на возвышениях, окружённые кольцами каменных стен (например Сивидаде-де-Терросу имел три кольца стен). Дома были круглой формы, стены сооружались из камня без использования строительного раствора, крыша же изготавливалась из растительных материалов.

## Римский период

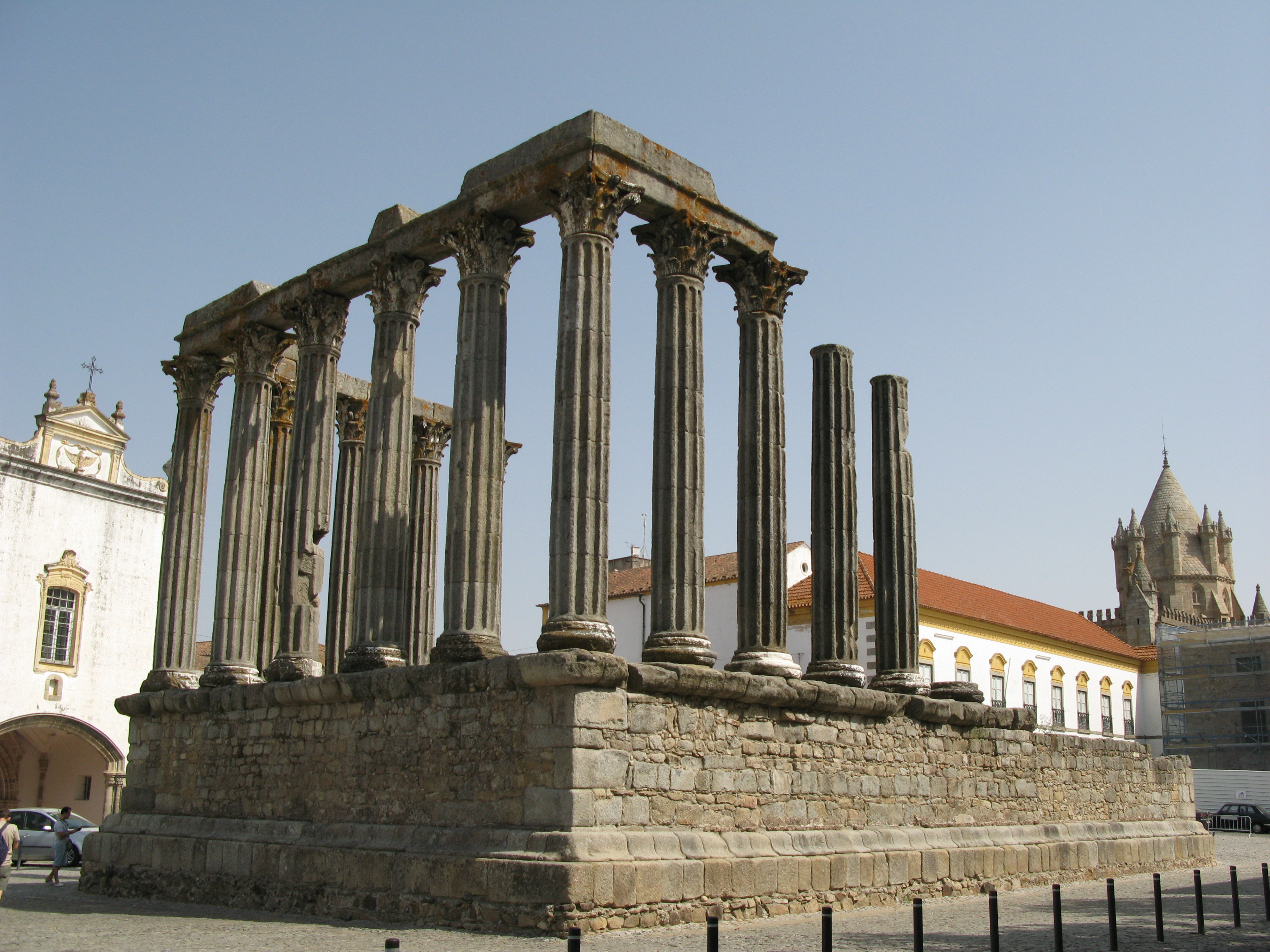
Римский храм в Эворе

Значительное развитие архитектура здесь получила с приходом римлян во II веке до н. э. Завоёванные поселения часто перестраивались по римским образцам, строились форумы, театры, храмы, бани, акведуки и другие общественные сооружения. Была построена сеть дорог и мостов, соединявших поселения друг с другом.
Город Брага (Bracara Augusta) был столицей Галлеции и до настоящего времени сохранил общественные бани, фонтан и театр римского периода. В Эворе сохранился римский храм, предположительно связанный с культом Октавиана Августа. Римский мост пересекает реку Тамега в городе Шавеш, в районе Лиссабона Алфама сохранились остатки римского театра.
Наиболее хорошо римские постройки сохранились в руинах Конимбрига, расположенных недалеко от Коимбры. В результате раскопок здесь были обнаружены городские стены, бани, форум, акведук, амфитеатр, дома среднего класса (инсула) и роскошные особняки (домус), с центральным двором, украшенным мозаикой. Другое известное римское поселение — Миробрига, расположенное неподалёку от Сантьягу-ду-Касен. Здесь неплохо сохранились римский храм, бани, мост и единственный сохранившийся в Португалии римский ипподром.

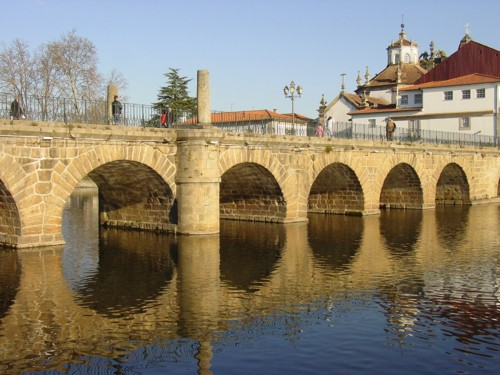
Римский мост в Aquae Flaviae, сегодняшнем Шавише.

В отдалённых районах богатые римляне строили виллы, предназначенные для управления сельскохозяйственными работами. Во многих виллах существовали бани, интерьеры декорированы мозаикой и росписями. Наиболее известными виллами являются Пизойс (около Бежи), Торре-де-Палма (около Монфорте) и Сентрум-Селас (около Белмонти). Последняя сохранила руины трёхэтажной башни, которая была частью резиденции владельца.

## Дороманский стиль

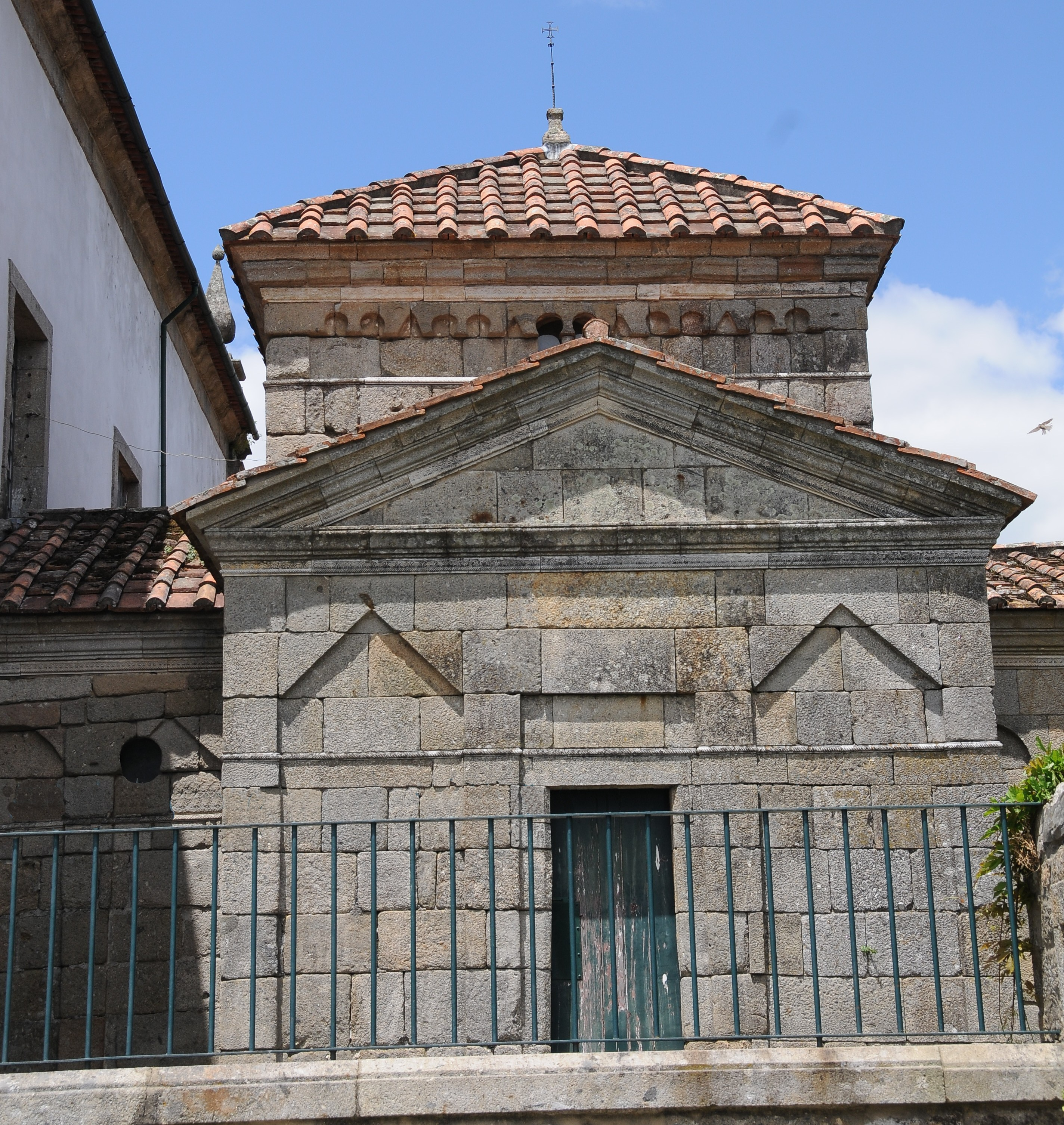
Часовня Сан-Фрутуозу недалеко от Браги (VII век).

Римское правление в Португалии закончилось вторжением германских племён (по большей части свевов и вестготов), начавшемся в V веке н. э. Всего несколько зданий сохранилось из периода правления вестготов (580—770), большая часть из них была перестроена в более поздние времена. Одним из таких сохранившихся зданий является Часовня Сан-Фрутуозу, расположенная недалеко от Браги. Часовня была частью вестготского монастыря, построенного в VII веке. Это здание в плане имеет форму греческого креста с прямоугольными рукавами и центральным куполом. Купол и рукава украшены арочными рельефами. Часовня показывает сильное влияние в данном регионе зданий византийской архитектуры, таких как Мавзолей Галлы Плацидии в Равенне.
После 711 года в период владения маврами Пиренейским полуостровом христианское королевство Астурия стало центром сопротивления христиан (см. Реконкиста). Кроме того многие христиане (мосарабы), жившие на территориях мавров, имели право исповедовать свою религию и строить культовые сооружения. Архитектура Астурии и мосарабское искусство повлияли на христианские сооружения на территории будущей Португалии. Наиболее важным сохранившимся зданием этого периода является церковь Сан-Педру-де-Лоруза, находящаяся недалеко от Оливейра-ду-Ошпитал. Согласно надписи, обнаруженной на храме, он был построен в 912 году.
Другими дороманскими храмами, построенными под астурским и мосарабским влиянием, стали часовня Сан-Педру-де-Балсеман, недалеко от Ламегу и часовня Сан-Жьяу около Назаре, хотя некоторые исследователи предполагают их вестготское происхождение. Внутреннее пространство этих зданий разделено типичными арками-подковами.

## Маврский период

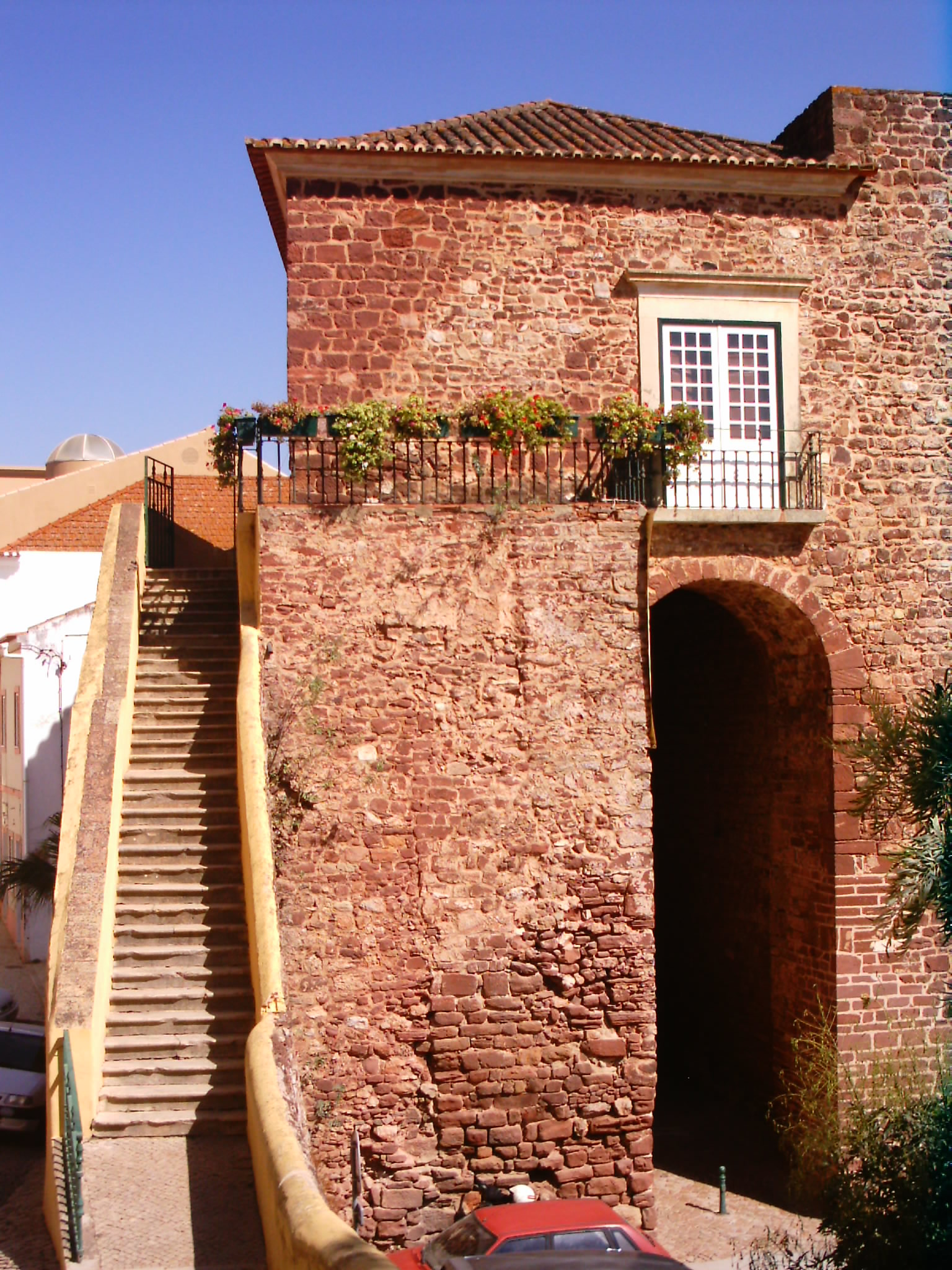
Главные ворота (Porta de Loulé) в старый маврский городской центр (Almedina) Силвиша.

Вторжение в 711 году мавров из Магриба на Пиренейский полуостров положило конец вестготскому правлению в регионе, завоеватели назвали полуостров Аль-Андалус. Присутствие мавров сильно повлияло на искусство и архитектуру на территории нынешней Португалии, особенно на южную её часть, где Реконкиста закончилась лишь в 1249 году. Однако, в отличие от соседней Испании, несколько мусульманских зданий в Португалии сохранились до наших дней. Традиционные дома во многих городах и деревнях Португалии имеют простые белые фасады и тем самым сильно напоминают деревни в Северной Африке. Многие португальские поселения сохранили расположение улиц с исламской эпохи, например район Алфама в Лиссабоне. Мавританские здания часто строились из землебита и самана, а затем покрывались побелкой.

### Замки
Мавры стоили хорошо укреплённые замки и фортификации во многих городах, но, несмотря на то, что многие из построенных в исламский период замков сохранились до наших дней, все они были значительно перестроены в период Реконкисты. Одним из наиболее хорошо сохранившихся является замок Силвиш в городе Силвиш, древней столице исламской Португалии. Построенный в период между VIII и XIII веком, замок сохранил свои стены и квадратные башни, а также построенные в XI веке цистерны с водой, возведённые на случай осады. Древний маврский центр города — Альмедина — был защищён стеной и несколькими оборонительными башнями, а также воротами, часть которых также сохранилась.

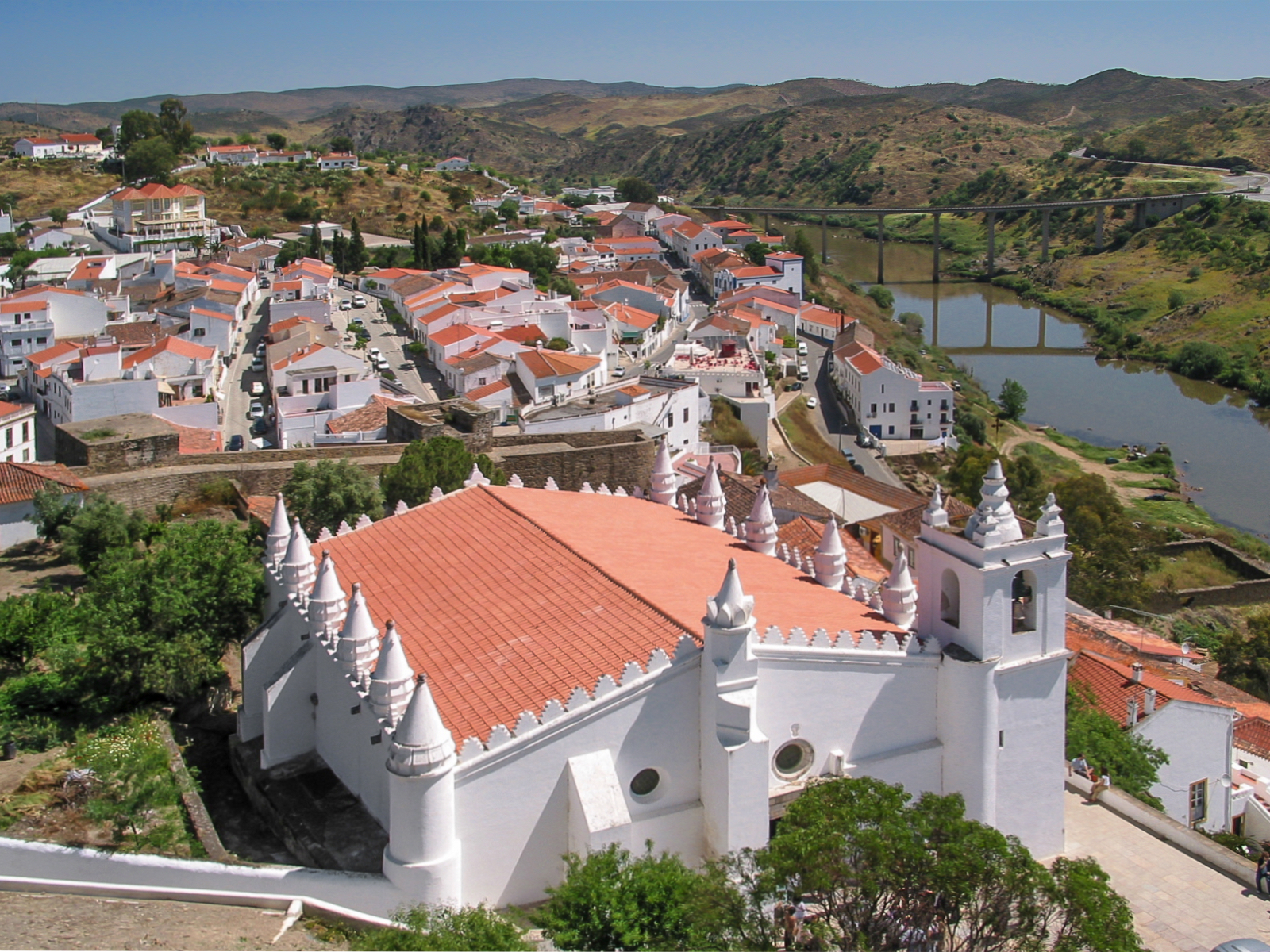
Вид на Мертолу; Главная Церковь, бывшая мечеть на переднем плане.

Другой известный замок в Алгарве — замок Падерне, разрушенные стены которого стали доказательством использования маврами землебита в качестве строительного материала. В Замке мавров в окрестностях города Синтра также сохранились стены и цистерны мавританских времен. Часть построенных маврами стен также сохранилась в Лиссабоне и Эворе. Маврские городские ворота с характерными подковообразными арками могут быть обнаружены в городах Фару и Элваш.

### Мечети
Множество мечетей было построено на всей территории современной Португалии на протяжении мусульманского правления, но практически все они были превращены в церкви и соборы, этим самым поиски исламских особенностей осложняются. Соборы Лиссабона, Силвиша и Фару вероятно были построены над остатками больших мечетей после Реконкисты.
Единственным исключением из этого правила является церковь в Мертоле, Байшу-Алентежу. Мечеть Мертолы была построена во второй половине XII века и несмотря на большое количество модификаций это лучше всего сохранившаяся средневековая мечеть в Португалии. В плане церковь приближена к квадрату, 12 колонн поддерживают выполненные в XVI веке в стиле мануэлино рёбра сводов. Хотя здание было значительно изменено в XVI веке, интерьер лабиринтного типа и «лес» колонн четко связывают это строение с другими современными мечетями Испании и Северной Африки. Внутренняя стена до сих пор имеет михраб, украшенную нишу, указывающую на расположение Мекки. Кроме того в церкви имеется три подковообразные арки с альфизом, типичным мусульманским декоративным приемом.

## Романский стиль

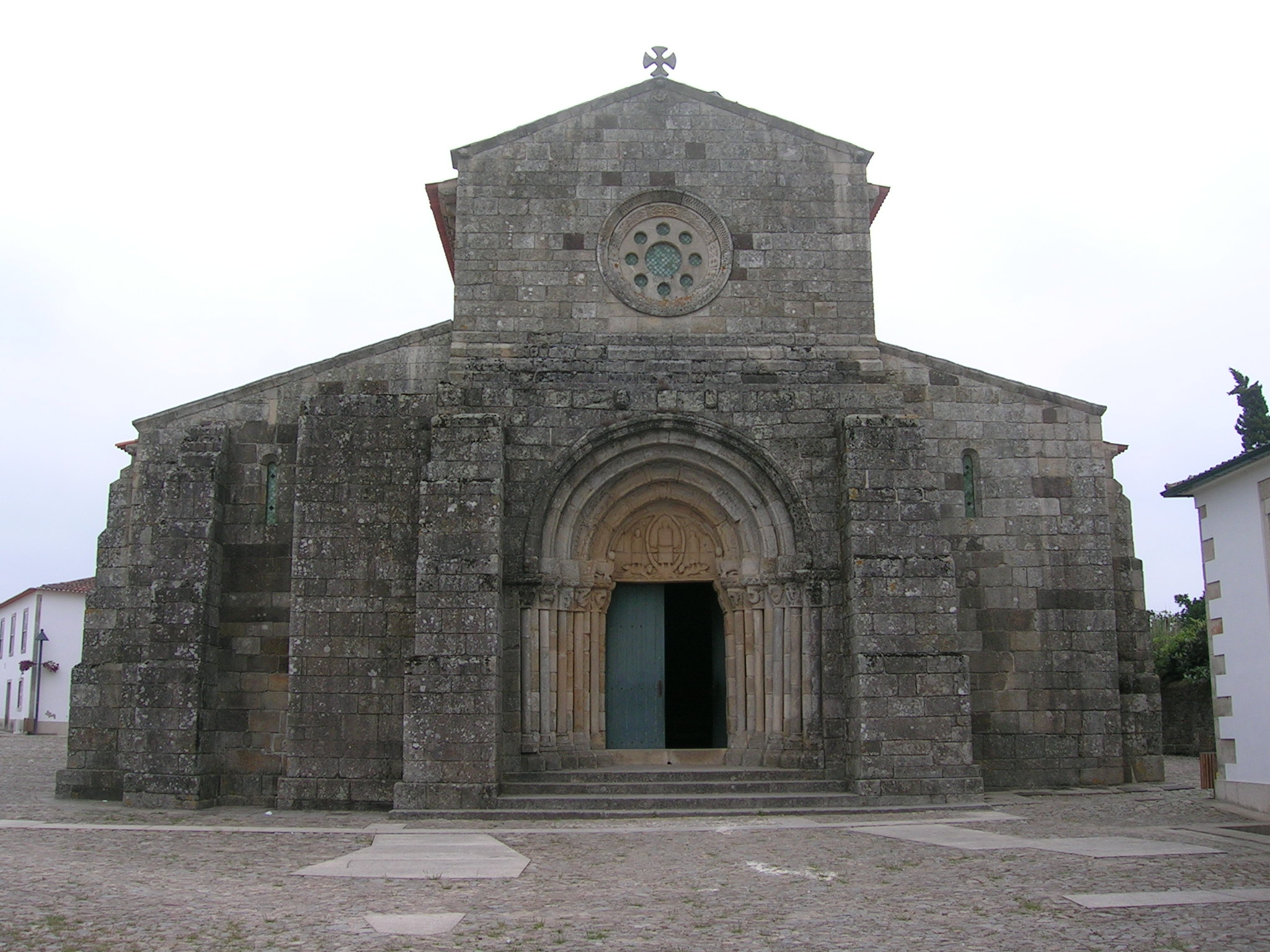
Западный фасад церкви бенедиктинцев монастыря Ратеша (фасад построен во второй половине XII века).

### Соборы и монастыри
Романский стиль появился в Португалии в конце XI — начале XII века. Наиболее важными памятниками романского стиля в Португалии стали Собор Браги и монастырь Ратеша. Собор Браги был восстановлен в 1070-х годах епископом Педру и освящён в 1089 году, хотя к этому времени была завершена лишь апсида. Епископ планировал создать храм с тремя нефами, деамбулаторием и большим трансептом. Напоминанием об этом раннем проекте служит небольшая Восточная часовня, сегодня находящаяся за пределами самого собора.
Строительство продолжилось после 1095 года, когда граф Генрих стал правителем графства Португалия. Генрих прибыл в Португалию с дворянской свитой и с монахом из бенедиктинского монастыря Клюни, аббатом которого был Гуго, родной брат графа. Бенедиктинцы и другие церковные ордена дали мощный стимул к развитию в Португалии романской архитектуры на протяжении всего XII века. При Генри был построен монастырь Ратеша, одна из величайших работ первого португальского романизма, хотя изначальный проект был несколько раз изменён на протяжении XII века.

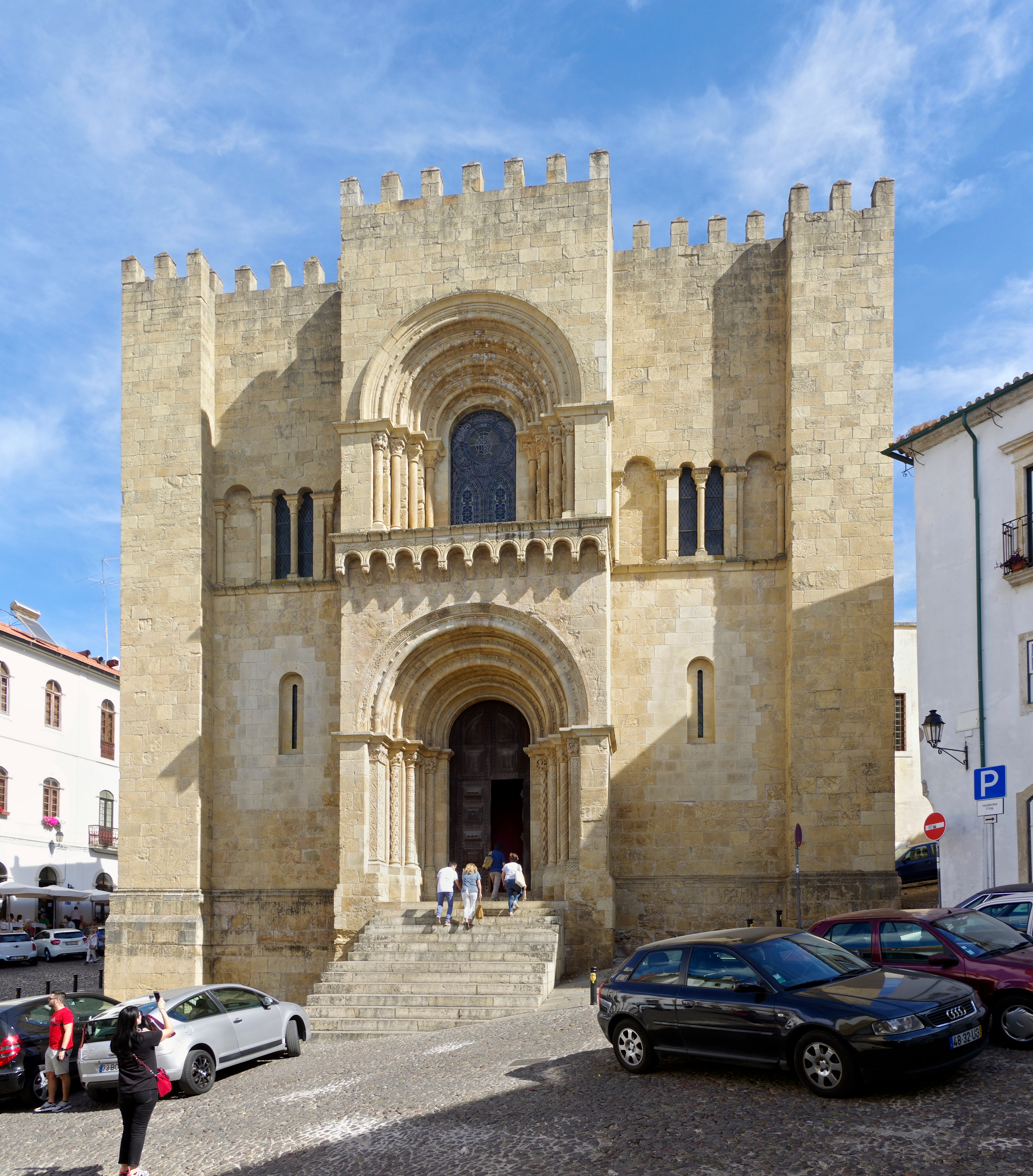
Фасад Старого Собора Коимбры.

Епископы Браги и Ратеша обладали большим влиянием в Северной Португалии. Сохранившиеся с XII века романские церкви находятся в Маньенте (построена около 1117 года), в Риу-Мау (1151 год), Траванке, Пасу-де-Соза, Помбейру-де-Рибавизела и многих других местах.
Распространение романского стиля по Португалии проходило параллельно Реконкисте с севера на юг, особенно во время правления сына графа Генриха Афонсу Энрикеша — первого короля Португалии. При нём был построен монастырь Санта-Круз — одно из наиболее важных монастырских сооружений того времени, к сожалению в XVI веке монастырь был значительно перестроен. Альфонсу и его преемники также финансировали строительство множества церквей и соборов в епископатах страны. К этому периоду относят уже упомянутый Собор Браги, Порту, Коимбры, Визеу, Ламегу и Лиссабона.
Все романские соборы Португалии позднее были сильно перестроены, исключение составляет лишь собор Коимбры (1147), оставшийся практически в первозданном виде. Собор выполнен в форме латинского креста, трёхнефный, с трансептом и тремя приделами. Центральный неф покрыт каменным цилиндрическим сводом, боковые — крещатым. Второй ярус центрального нефа имеет арочную галерею (трифорий), средокрестие венчает купол. Подобное устройство имеет и Собор Святого Иакова, хотя собор Коимбры менее значителен в размерах.

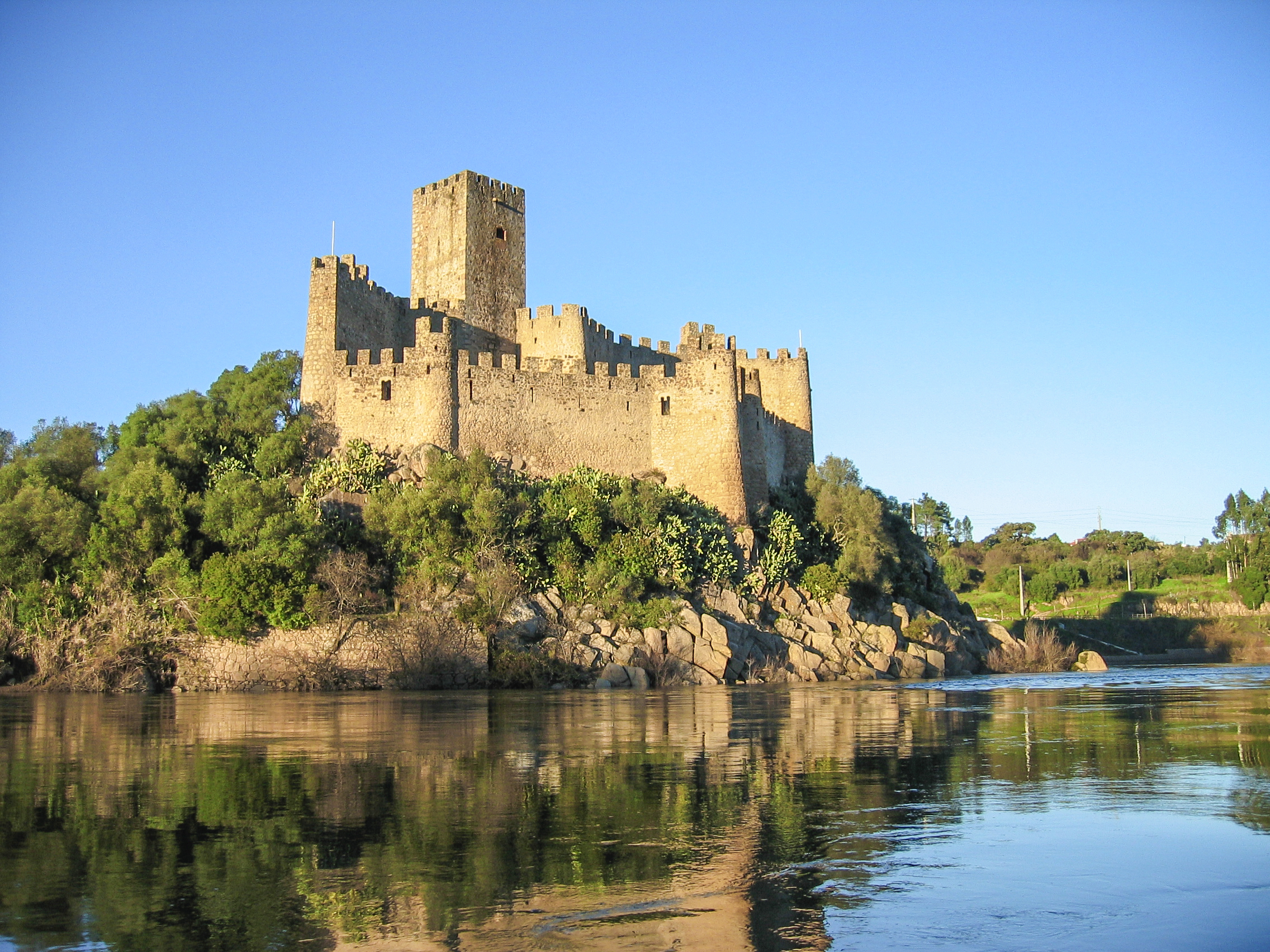
Замок Алмоурол, построенный около 1171 года на острове реки Тежу орденом тамплиеров.

Лиссабонский собор (начат в 1147) очень напоминает собор Коимбры, за исключением того, что на западном фасаде здесь находятся две массивные башни, данная особенность наблюдается также в соборах Порту и Визеу. В целом, португальские соборы довольно массивны, внешне напоминают крепостные сооружения. Декоративность сводится к зубцам и небольшим украшениям вокруг окон и порталов.
Особого внимания заслуживает Круглая церковь в Конвенту-де-Кришту, которая была построена во второй половине XII века орденом тамплиеров . Это редкое для средневековой Европы центрическое здание в Томаре (1160) было возведено в подражание не столько храму Гроба Господня, сколько арабскому куполу Скалы (который крестоносцы ошибочно принимали за фрагмент Соломонова храма). В отношении декора (растительные мотивы на колоннах) ближайшее соответствие ей представляет собор Коимбры.

### Замки
В годы португальской Реконкисты было построено множество замков для защиты деревень от мавров и кастильцев. Король Альфонсу финансировал строительство множества фортификаций, часто перестраивались захваченные замки мавров (так было, например, с замком Святого Георгия в Лиссабоне). Также король даровал земли различным военным орденам, в особенности ордену Тамплиеров и Госпитальеров, которые имели возможность защищать границы и поселения. Тамплиеры построили несколько крепостей вдоль реки Тежу, например замки в Помбале, Томаре, Белвере и замок Алмоурол.

## Готический стиль

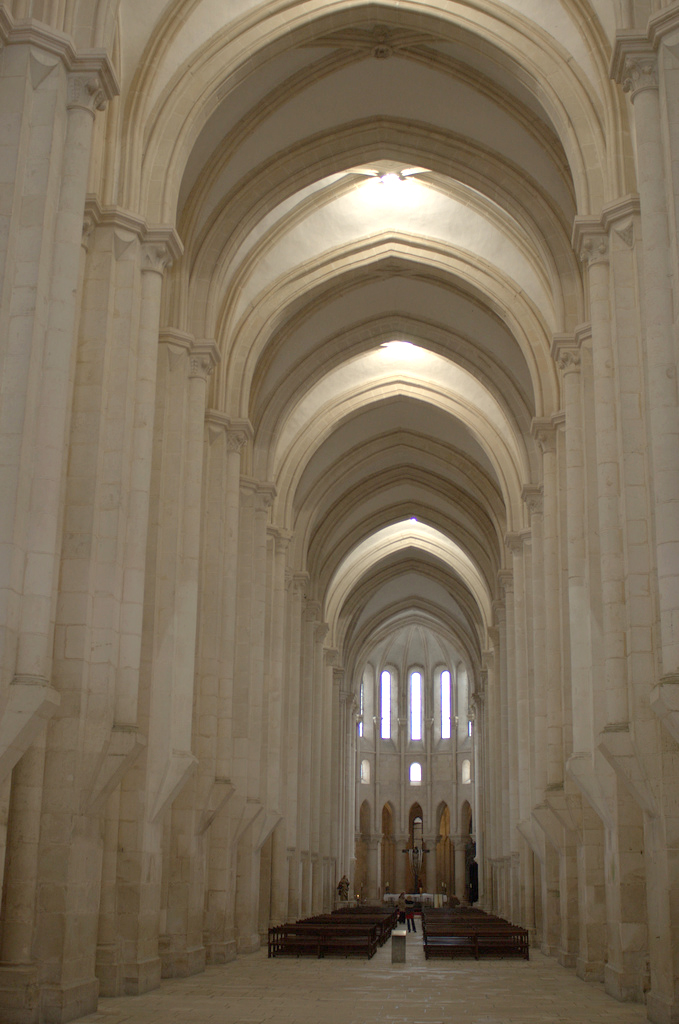
Центральный неф церкви монастыря Алкобаса (XII—XIII века).

### Церкви и монастыри
Готическая архитектура была привнесена в Португалию орденом Цистерцианцев. Первым полностью готическим зданием Португалии считается церковь монастыря Алкобаса, прекрасный пример чистых и простых архитектурных форм, пользовавшихся популярностью у цистерцианцев. Церковь была построена между 1178 и 1252 годами в три стадии. Три нефа церкви очень длинны и стройны, они производят исключительные впечатления от высоты. Церковь покрыта ребристым перекрытием, главная капелла имеет деамбулаторий. Свод деамбулатория поддерживается аркбутанами, что было характерно для готической архитектуры, однако в Португалии считалось невероятным новшеством.
После строительства Алкобасы готический стиль, в основном, использовался нищенствующими орденами (главным образом францисканцами, августинцами и доминиканцами). На протяжении XIII и XIV веков было основано несколько монастырей в городских центрах, например в Порту (Церковь Святого Франциска), Коимбре (Монастырь Святой Клары), Гимарайнше, Сантарене, Элваше, Лиссабоне (Монастырь Карму) и многих других местах. Готические церкви нищенствующих орденов чаще всего были трёхнефными, перекрытие нефов было деревянным, апсиды покрывались ребристым перекрытием. В этих церквях нет башен, по большей части они лишены декора в духе идеологии нищенствующих орденов. Ордена также строили приходские церкви по всей стране, сохранились церкви в Синтре, Мафре, Лориньяне и Лоле.

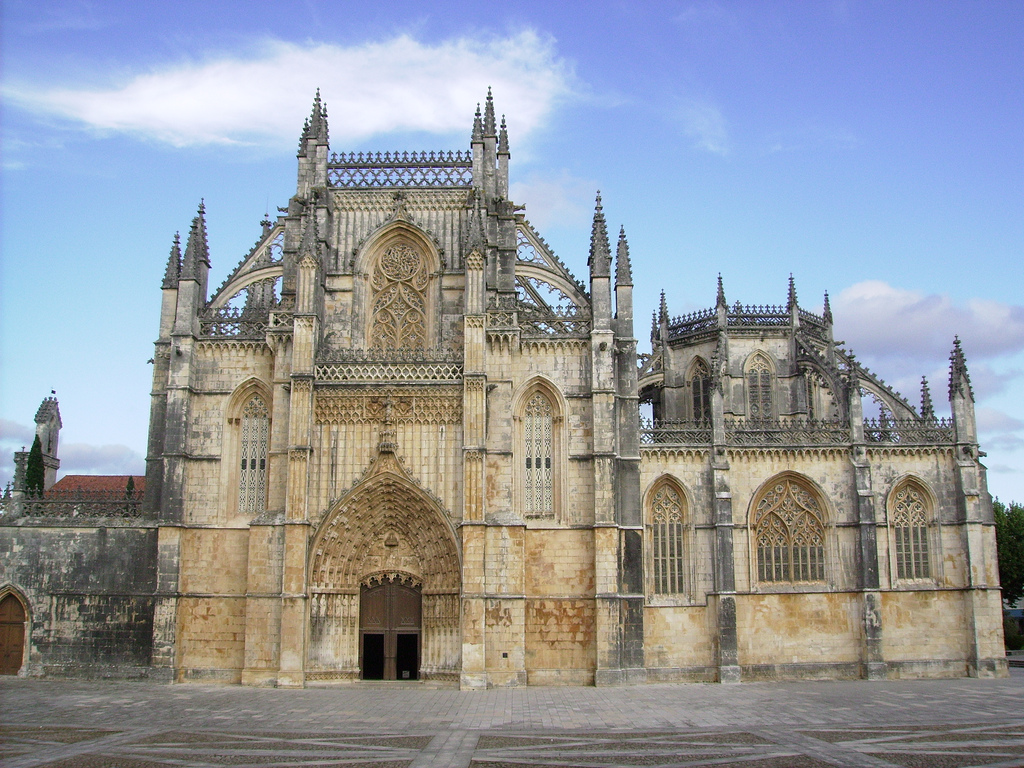
Пламенеющая готика в монастыре Баталья: фасад церкви (слева) и часовня (справа).

Множество романских соборов были дополнены готическими элементами, в частности романский неф Собора Порту теперь поддерживается аркбутанами. Апсида Лиссабонского собора была полностью перестроена в первой половине XIV века, в этот период был построен готический деамбулаторий, освящённый клересторией. Важным переходным зданием является Эворский собор, строившийся на протяжении XIII века. Хотя его план, фасад и высота схожи с романским Лиссабонским собором, его формы (арки, окна, своды) уже относят к готическому стилю. Готические храмы в Португалии зачастую имели вид оборонительных сооружений, эта черта осталась со времен романского стиля. Примерами таких храмов можно считать уже упоминавшийся Эворский собор, церковь монастыря Леса-ду-Балиу (XIV век) около Матозиньюша и даже более поздняя Главная Церковь Виана-ду-Каштелу.
Несколько готических клуатров были построены и сохранились до наших дней в соборах Порту, Лиссабона и Эворы и в монастырях Санту-Тирсу, Алкобаса и Конвенту-де-Кришту.
В начале XV века со строительства монастыря Баталья, финансировавшегося королём Жуаном I, начинается новый этап в португальской готике. После 1402 года работы были доверены зодчему Угету, который внёс в проект черты пламенеющей готики. Всё здание украшено краббами, рельефами, большими окнами, украшенными масверками и зубцами. Главный портал обрамлен архивольтами, украшенными множеством фигурок, а тимпан покрыт рельефов, на котором изображён Христос и Евангелисты.

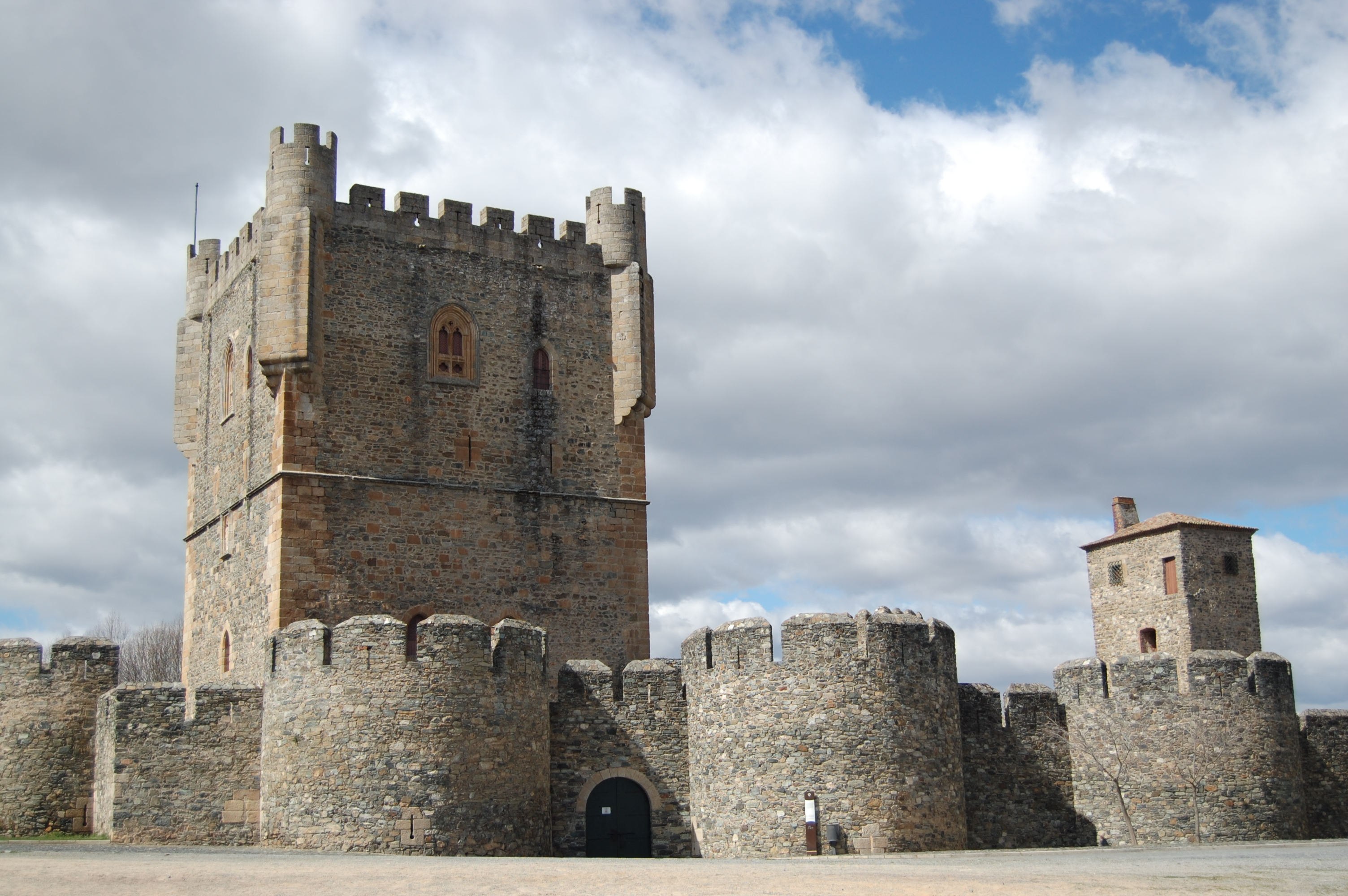
Вид на замок Брагансы. Большой донжон был построен в XV веке.

Другим вариантом готической архитектуры стала так называемая мудехар-готика, которая сложилась в Португалии в конце XV века в регионе Алентежу. Название возникло из-за сильного влияния мусульманского искусства в период Средневековья на культуру стран Пиренейского полуострова. В Алентежу и других регионах мудехарское влияние заметно в нескольких зданиях, особенно это касается окон и порталов, часто имевших форму подковообразной арки, круглых башенок с конической вершиной, исламских зубцов. Однако наиболее хорошо мудехарское влияние видно в азулежу, которыми декорировались многие помещения. В качестве примера можно привести портик церкви Святого Франциска в Эворе, двор дворца Синтра и несколько церквей и дворцов в Эворе, Элваше, Аррайолуше, Беже и т. д. В конечном счёте мудехарские особенности были включены в стиль мануэлино в начале XVI века.

### Замки и дворцы
В эпоху готики было построено и усилено множество замков, особенно на границе с Кастилией. По сравнению с предыдущими эпохами, готические замки Португалии имеют больше башен, часто круглой или полукруглой формы (для повышения устойчивости к снарядам), донжоны стали многоугольными, ворота в замок часто защищались двумя башнями по краям. Часто использовались машикули и бойницы. Начиная с XIV века донжоны становятся больше и сложнее, подобные усовершенствованные донжоны могут быть найдены в Беже, Эштремоше и Брагансе.
Начиная с XV века некоторые замки становятся настоящими дворцами, например замки в Пенедону, Оурене и Порту-де-Мош. Наиболее наглядным случаем служит замок Лейрии, ставший королевским дворцом при короле Жуане I. Некоторые комнаты дворца были украшены готическими лоджиями, открывавшийся из которых вид мог быть оценён королём и королевой.

## Стиль мануэлино

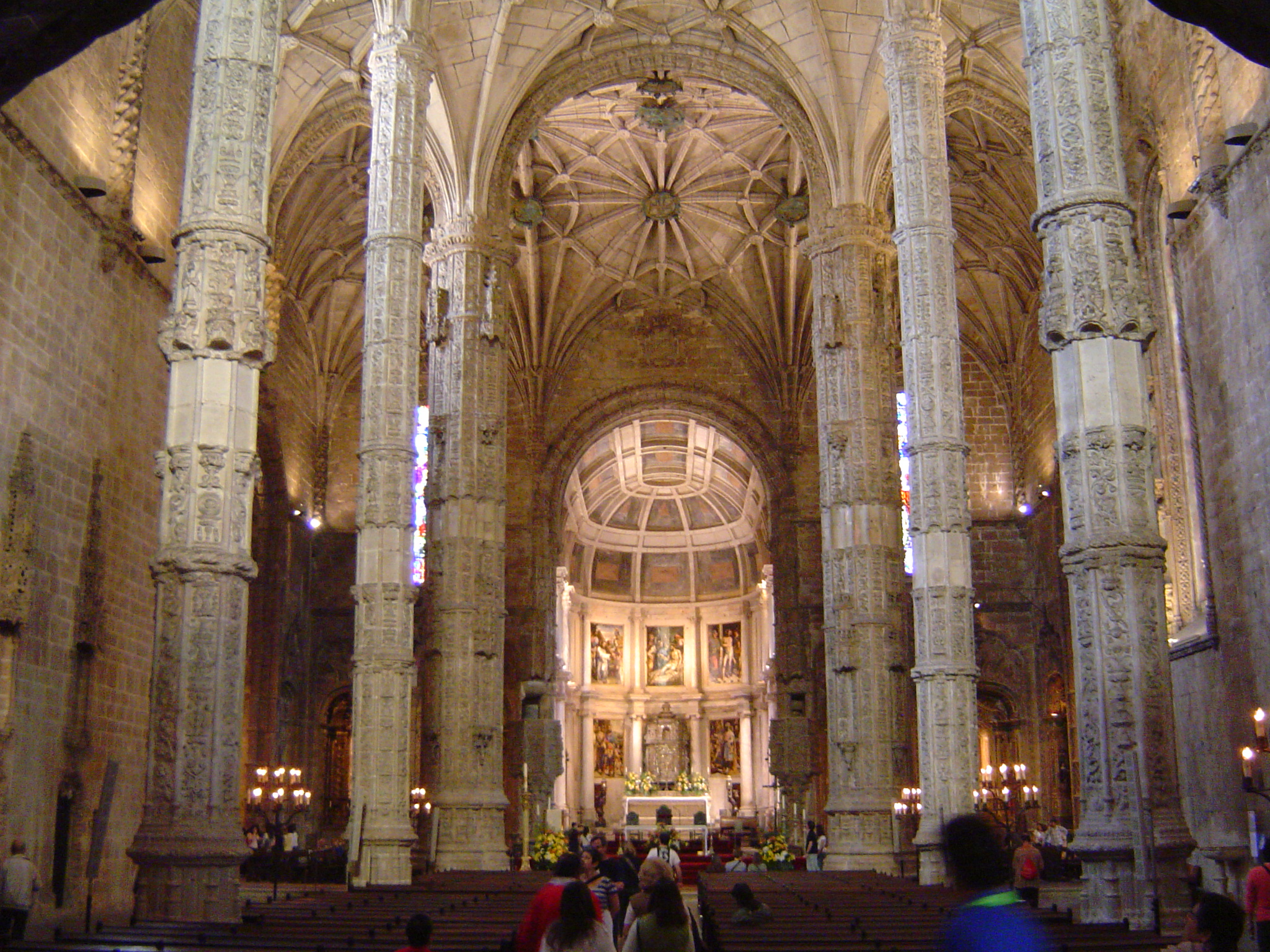
Монастырь иеронимитов в Лиссабоне.

Архитектура поздней готики в Португалии характеризуется оформлением особого стиля мануэлино, названного так в честь короля Мануэла I. Именно во время его правления (1495—1521) были построены или начаты большинство зданий, причисляемых к этому стилю. В мануэлино совмещены элементы поздней готики, архитектуры Возрождения, испанской архитектуры (платереско, исабелино), итальянского и фламандского искусства, а также мудехарские мотивы. Здания стиля мануэлино часто были украшены природными орнаментами, типичными для эпохи Великих географических открытий, также часто встречаются спиралевидный декор, являющийся отсылкой к применявшимся на кораблях канатах.
Первым известным зданием в стиле мануэлино является монастырь Иисуса в Сетубале. Строительство церкви монастыря продолжалось с 1490 по 1510 год архитектором Диогу Боитаком, который считается одним из основателей стиля. Свод церкви поддерживается спиралевидными колоннами, что является типичным для мануэлино, подобное решение может быть найдено в Соборе Гуарды, а также в приходских церквях Оливенсы, Фрейшу-де-Эшпада-а-Синта, Монтемор-у-Велью и др. Церковь имеет три нефа одинаковой высоты, что является попыткой унификации внутреннего пространства храма. Своего апогея данная тенденция достигает в Монастыре иеронимитов в Лиссабоне, завершённом архитектором Жуаном-ди-Кастильо в 1520-х годах. Здания мануэлино отличают также искусно сделанные порталы со спиралеобразными колоннами и нишами, украшенными ренессансными и готическими декоративными элементами, подобное встречается в Монастыре иеронимитов, монастыре Санта-Крус в Коимбре и многих других зданиях.

## Возрождение и маньеризм
Каноничная архитектура Возрождения не прижилась в Португалии, первое здание данного стиля было возведено французским архитектором в 1517 году, наиболее активно возведение зданий ренессансной архитектуры началось в 1530-х годах, однако производилось оно, в основном, иностранными архитекторами, за что получило название estrangeirada, означающее «иностранное влияние». В последующие годы данный стиль постепенно трансформируется в маньеризм. Португальский художник и архитектор Франсишку-де-Холанда, автор книги «Диалоги об античной живописи», описал в данном трактате основы нового стиля.

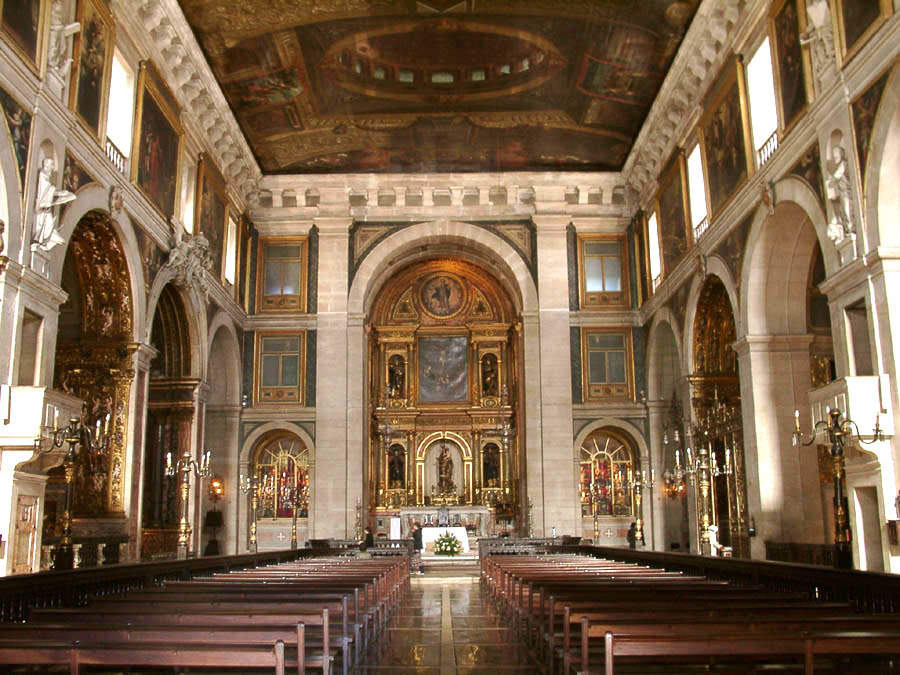
Неф Церкви Святого Роха в Лиссабоне (1565—1587).

Базилика Носса-Сеньора-да-Консейсан в Томаре была одной из ранних церквей в «чистом стиле» эпохи Возрождения. Её строительство было начато кастильским архитектором Диого-де-Торралва в 1532—1540 годах. Красивая и четкая архитектура данного здания делает его одним из лучших зданий раннего Ренессанса в Португалии. Небольшая церковь Бом-Жезус-де-Вальверде, расположенная к югу от Эворы, является другим подобным примером.
Выдающимся примером ренессансной архитектуры Португалии является клуатр Жуана III в Конвенту-де-Кришту. Его строительство было начато по приказу короля Жуана III, однако закончен он был уже во время правления испанского короля Филиппа II, именовавшегося также португальским королём Филиппом I. Первым архитектором клуатра был Диого-де-Торралва, начавший работу в 1557 году, однако закончено строительство было уже архитектором Филиппа II итальянцем Филиппо Терци. Этот великолепный двухэтажный клуатр считается одним из наиболее важных примеров архитектуры маньеризма в Португалии.
Самым известным португальским архитектором того периода был Альфонсу Альварес, среди работ которого числятся такие как соборы в Лейрии (1551—1574), Порталегри (начат в 1556) и Церковь Святого Роха в Лиссабоне. В этот период он также начал работать в стиле маньеризма. Церковь Святого Роха была закончена Филиппо Терци, который также построил Иезуитский колледж в Эворе и здания монастыря Сан-Висенте-де-Фора, а также епископский дворец в Коимбре. Помимо культовых зданий Терци также построил множество крепостей, акведуков и др. Последователями Терци стали несколько португальских архитекторов, таких как Мигель-де-Арруда, Бальтазар Альварес, Франсишку Веласкес и Мануэль Пирес.

### «Простая» архитектура

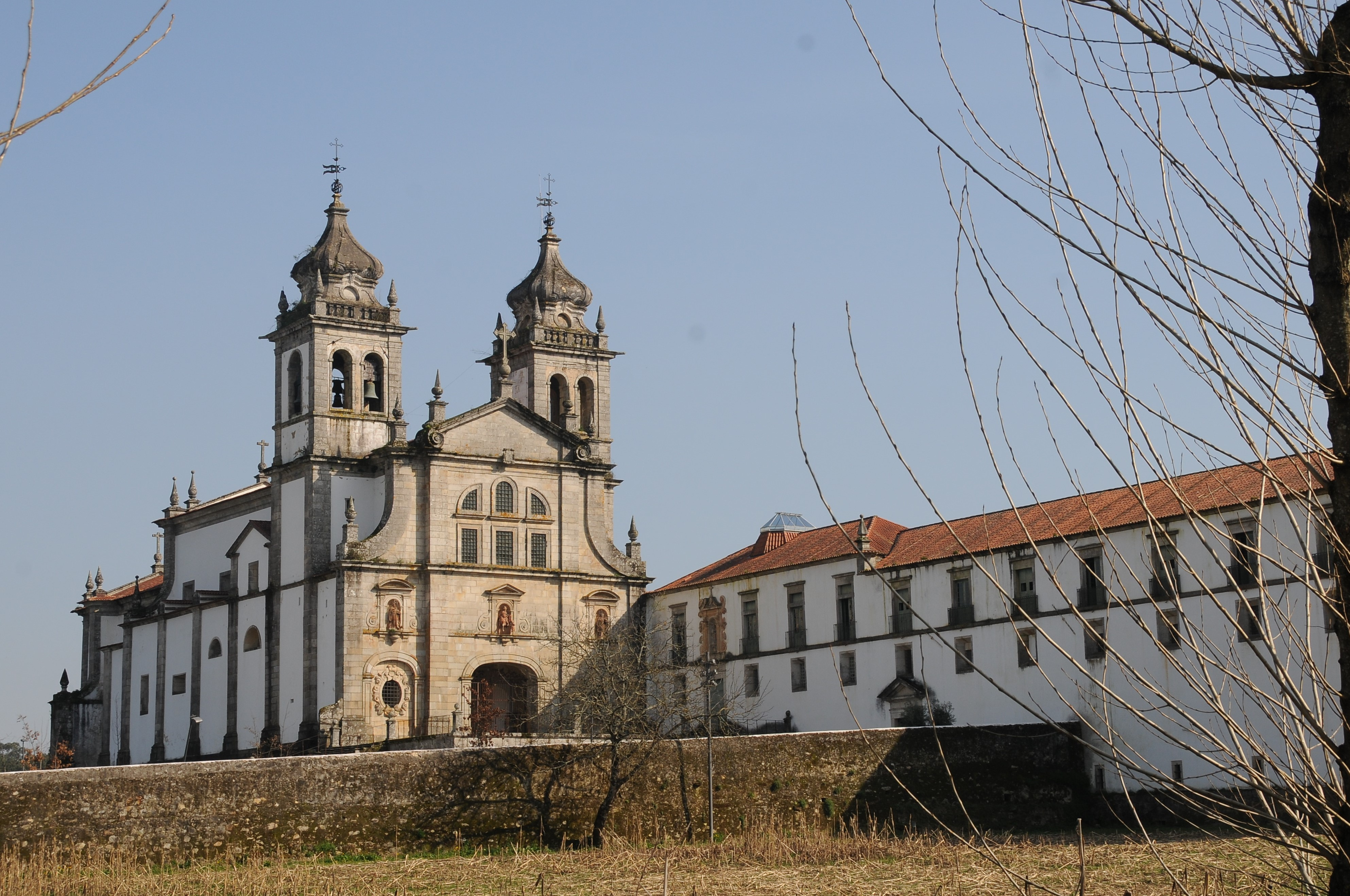
Вид на монастырь Тибайнша, недалеко от Браги

В период унии Португалии и Испании, с 1580 по 1640 года, был создан новый стиль, названный Джорджем Кублером Arquitecture chã (простая архитектура). В его основе лежала архитектура маньеризма, в этом стиле также отмечается четкая структура, крепкий внешний вид с гладкими, плоскими поверхностями и умеренной композицией пространства, здесь отсутствуют чрезмерный декор. Это радикальный разрыв с изрядно декоративным стилем мануэлино. Этот упрощённый стиль, вызванный ограниченностью финансовых ресурсов, выражает себя в строительстве некоторых церквей и менее впечатляющих зданий. В сопротивление стилю барокко, который был уже стандартом в Испании, португальцы продолжали использовать «простой» стиль, чтобы выразить свою этническую идентичность.
Бальтазар Альварес построил некоторые из наиболее известных зданий в этом стиле. Это Се-Нова в Коимбре (1598—1640), церковь Грилуш в Порту (начата в 1614) и церковь Санту-Антан (1613—1656; разрушена). Другими примерами данного стиля являются нескольких бенедиктинских сооружений, таких как перестройка Жуаном Турриано монастыря Тибайнша и монастыря Сан-Бенту (ныне здание парламента Португалии). Испанский архитектор Франсиско-де-Мора построил женский монастырь в Носса-Сеньора-душ-Ремедиуш для Ордена босых кармелитов (1601—1614).
Когда король Филипп II совершил Joyeuse entrée в Лиссабон в 1619 году, в городе было установлено несколько триумфальных арок работы Ганса Вредеман де Вриса, выполненных во фламандском стиле. Трактат Венделя Диеттерлина также подогревает интерес к фламандскому искусству. Результатом этого влияния стал фасад церкви Грилуш в Порту, строительство которой было начато Бальтазаром Альваресом в 1622 году.
В этот период также растёт использование азулежу, а также резного позолоченного дерева (talha dourada), его можно увидеть на алтарях и потолочных поверхностях.

## Стиль барокко
Барочный стиль в истории архитектуры стал прямым следствием контрреформации, реакции римско-католической церкви на распространяющийся протестантизм. Но так как идеи протестантизма не пустили корни на всей территории Португалии, стиль барокко не закрепился в тот период, когда он был преобладающим стилем в остальной Европе. Кроме того, этот стиль был слишком связан с иезуитами и испанскими угнетателями. В полную силу барокко в Португалии стал развиваться лишь в начале XVII века.

1697 год был крайне важным для португальской архитектуры. В этом году в Минас-Жерайс было найдено золото, драгоценные камни, а позже и алмазы. Добыча ресурсов строго контролировалась португальской короной, были введены высокие налоги, пятая часть всего добываемого золота отходила лично королевской семье.

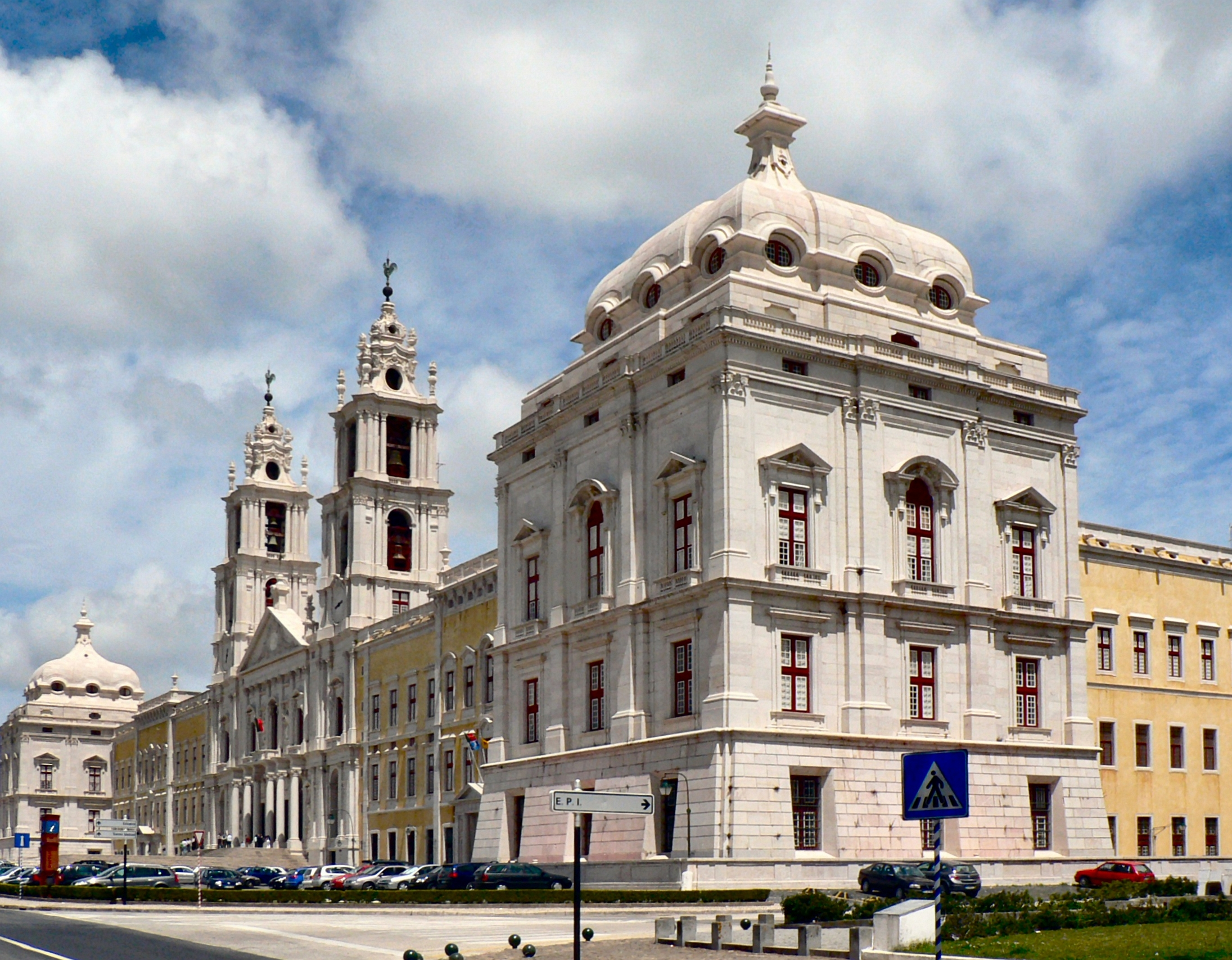
Дворец Мафра.

 Эти огромные доходы способствовали расцвету Португалии и сделали её самой богатой европейской страной в XVIII веке. Король Жуан V, правивший с 1706 по 1750 года, пытался соперничать с французским королём Людовиком XIV, которого называли «король-солнце», путём большого количества дорогостоящих строительных мероприятий. Но преимуществом французского короля было то, что он мог прославлять себя и Францию с помощью местных традиций. Так Версальский дворец был построен архитектором Луи Лево, украшен художником Шарлем Лебреном, парки были разбиты ландшафтным архитектором Андре Ленотром. Португальскому королю же, ввиду отсутствия собственной школы и традиций, приходилось заманивать в страну архитекторов огромными денежными суммами. Король Жуан V щедро растрачивал свои деньги, начиная многочисленные строительные проекты, многие из которых так никогда и не были закончены.
Дворец Мафра является одним из самых роскошных зданий в стиле барокко в Португалии. Этот монументальный дворцово-монастырско-церковный комплекс по размерам больше, чем известный испанский Эскориал, являвшийся испанской королевской резиденцией и символизировавший безграничную королевскую власть испанского монарха. Португальский король назначил архитектором немца Иоганна Фредерика Людвига. Этот немецкий ювелир получил некоторый архитектурный опыт, работая на иезуитов в Риме.

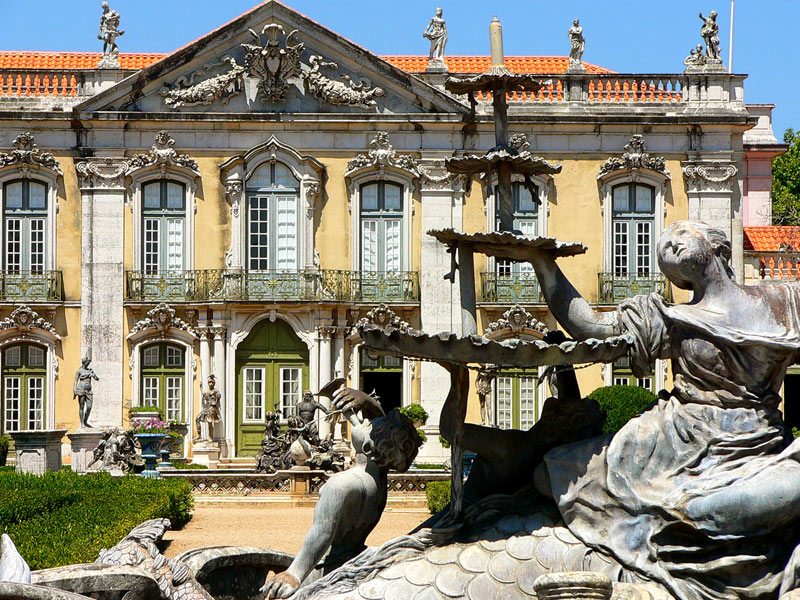
Дворец Келуш

Король Жуан стремился построить «Второй Рим» на берегу реки Тежу. Его посланники в Риме должны были обеспечить короля моделями и поэтажными планами многих памятников римской архитектуры. Одним из таких проектов стал Патриарший дворец в Лиссабоне. Пьемонтский архитектор Филиппо Юварра был приглашён в Лиссабон для составления планов, однако буквально через несколько месяцев Юварра, нарушив свои обязательства, уезжает в Лондон.
Другие известные работы:
- 1729—1748: Акведук Свободных Вод (порт. Aqueduto das Águas Livres) в Лиссабоне (Мануэль да Майа, Антонио Каневари и Кустодио Виейра) описывался современниками как «лучшая работа со времён римлян»
- 1728—1732: Quinta de S Antão do Tojal (итальянский архитектор Антонио Каневари)
- 1753: Здание Оперы в Лиссабоне (разрушено в 1755) (Джиованни Карло Сицинио-Бибиена)
- закончен в 1750: Дворец Несессидадес (Еугенио дос Сантос, Кустодио Виейра, Мануэль да Коста Негрейрос и Каэтано Томас де Соуса)
- с 1747: Дворец Келуш — государственная резиденция младшего брата короля (Матеус Виценте де Оливейра и Жан-Батист Робийон[фр.]). Этот дворец является вторым по важности зданием португальского барокко, однако на фасаде уже видны несколько деталей в стиле роккоко.

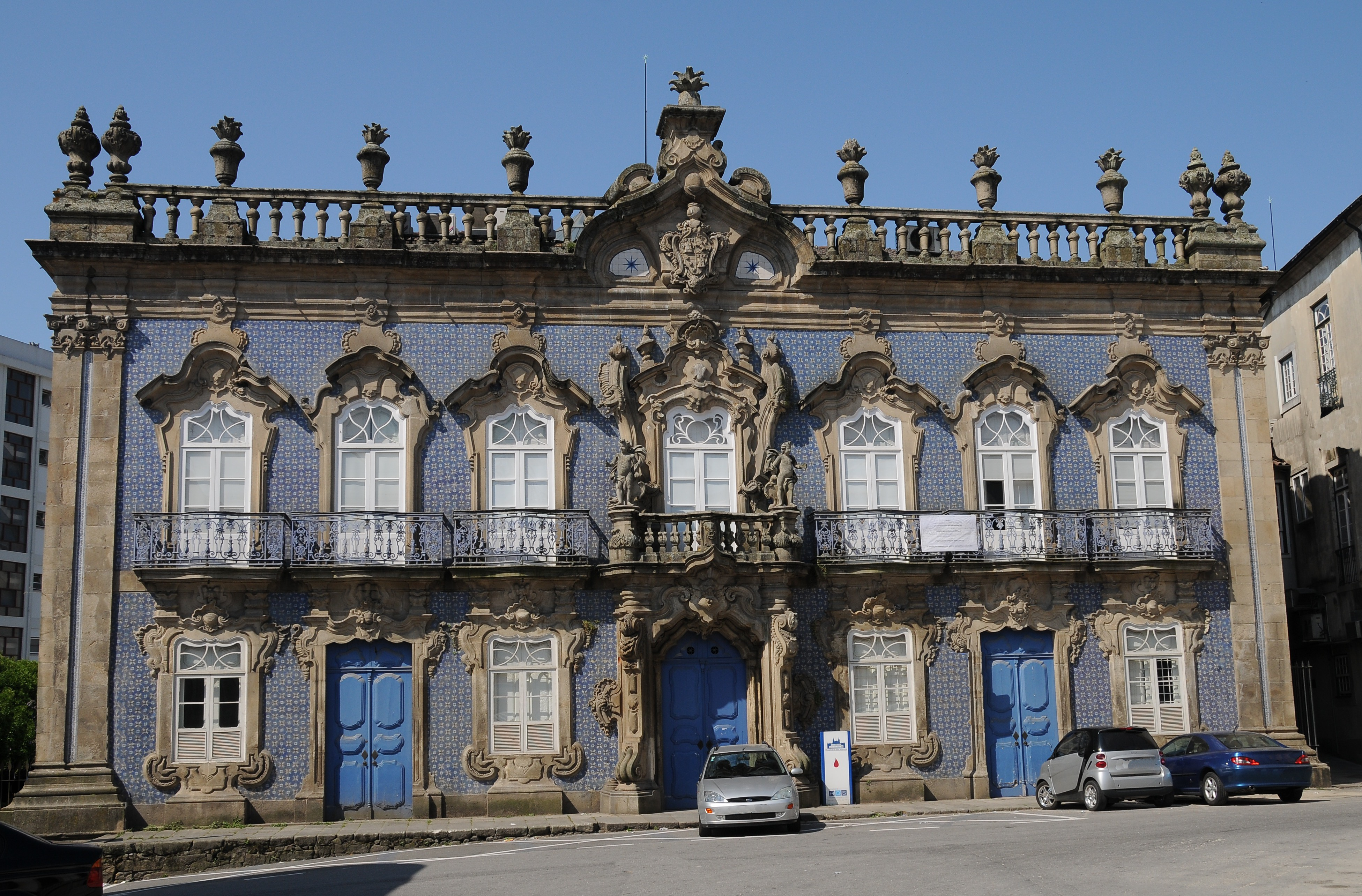
Фасад дворца Райо в Браге

Стиль, включающий в себя барокко с элементами роккоко, более типичный для Центральной Европы, получил развитие на севере Португалии. Итальянский архитектор Николло Насони построил церковь Клеригуш в Порту и впечатляющую гранитную колокольню (кампанилу) к ней. Одним из его последователей стал художник и архитектор Жозе де Фигейреду Сейхас, который был одним из его учеников. Святилище Бом-Жезус-ду-Монте рядом с Брагой, построенное по проекту архитектора Луиса Карлоса Феррейра Амаранте, является ярким примером места паломничества с монументальной, каскадной барочной лестницей, которая поднимается на 116 метров. Это последний пример уже показывает сдвиг в стиль классицизма. Другими примерами стиля барокко с элементами роккоко являются церковь Санту-Илдефонсу и 
церковь ду Карму в Порту и Дворец Райо с богато украшенным фасадом в Браге. В этот период также были построены несколько деревенских домов и усадьб в стиле позднего барокко. Типичными примерами являются дома семьи Лобо-Мачадо (в Гимарайнше), Малейру (в Виана-ду-Каштелу) и Матеуш (в Вила-Реал).

## Стиль помбалино

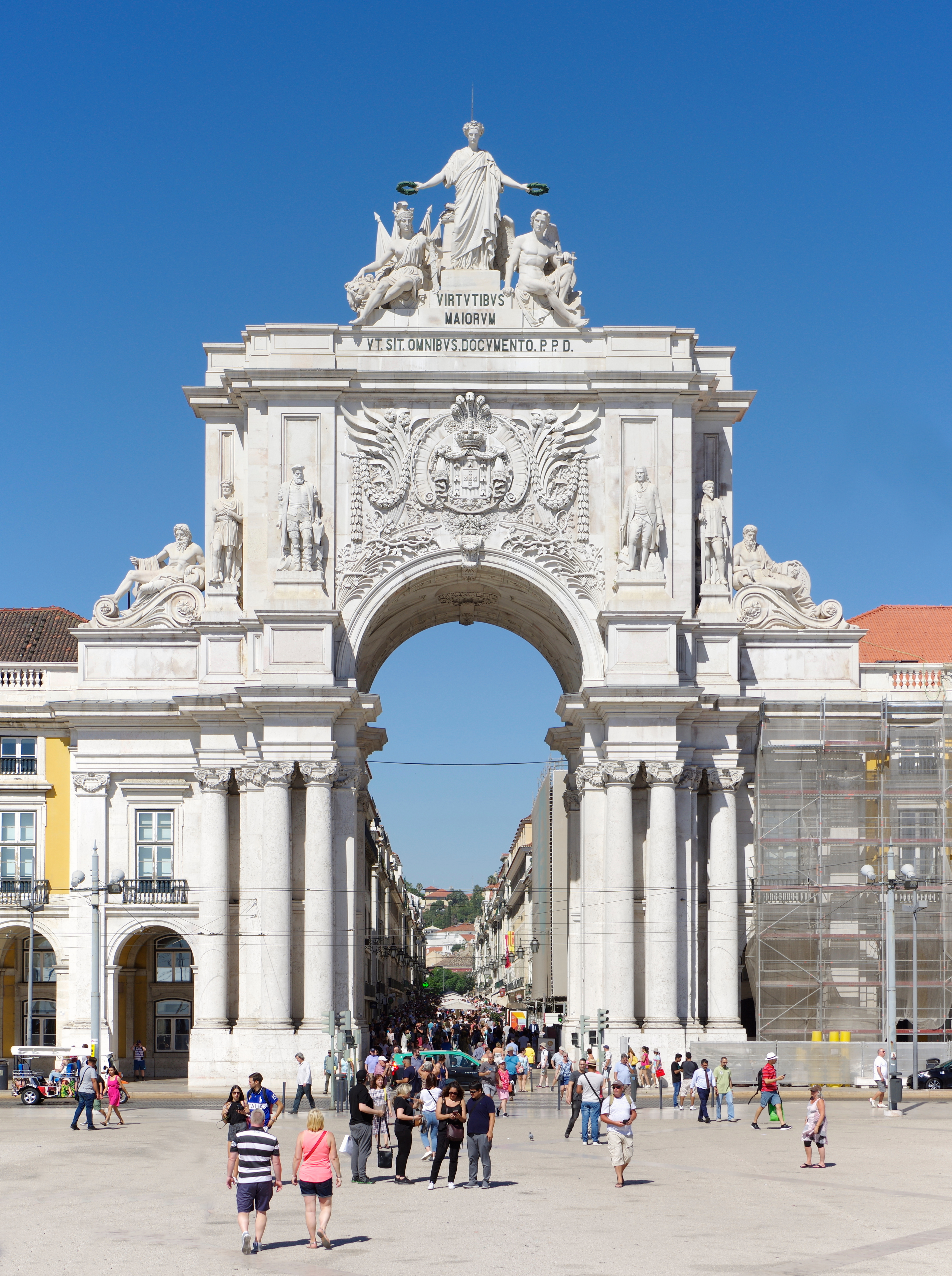
Торговая площадь в Лиссабоне

Лиссабонское землетрясение 1755 года, а также вызванные им цунами и пожары разрушили многие здания в Лиссабоне. Король Жозе I и его премьер-министр Себастьян Жозе Помбал наняли множество архитекторов для восстановления города, в особенности района Байша.
Архитектура стиля помбалино является светской, утилитарной, пропитанной идеологией прагматизма. Он является наследником «простого стиля», включает в себя некоторые элементы классицизма и детали в стиле роккоко. Маркиз Помбал наложил строгие условия на восстановление города. Архитектурные модели зданий испытывались марширующими вокруг них войсками, что создавало эффект землетрясения, делая помбалино одним из первых сейсмоустойчивых архитектурных конструкций. Торговая площадь, улица Августы и Авенида да Либердаде являются самыми известными памятниками в этом стиле. Торговая площадь получила правильную, симметричную форму в духе заново отстроенного района Байша.
Стиль помбалино также может быть обнаружен в Вила-Реал-ди-Санту-Антониу, новом городе в Алгарве, построенном Рейнальдо Мануэль душ Сантушем. Стиль отчетливо просматривается в городской организации и особенно на главной площади города.

## Стиль неомануэлино

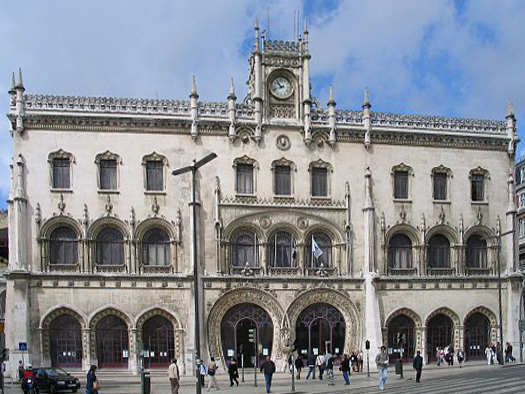
Фасад вокзала Росиу в Лиссабоне, выполненный в стиле неомануэлино

Стиль неомануэлино распространился по Португалии с середины XIX по начало XX века. Он вобрал в себя множество элементов из стиля мануэлино, за что и получил своё название.

Первым зданием, построенным в данном стиле считается построенный при Фернанду II дворец Пена, недалеко от Синтры. Другим проектом-пионером в этом стиле считается проект перестройки монастыря Жеронимуш в Лиссабоне, проводившимся в 1860-х годах. Согласно проекту, к монастырю была пристроена башня и несколько пристроек, выполненных в стиле неомануэлино (сейчас здесь находятся Морской музей и Национальный археологический музей). В этот период на башне Белен также появилось несколько элементов в стиле неомануэлино.

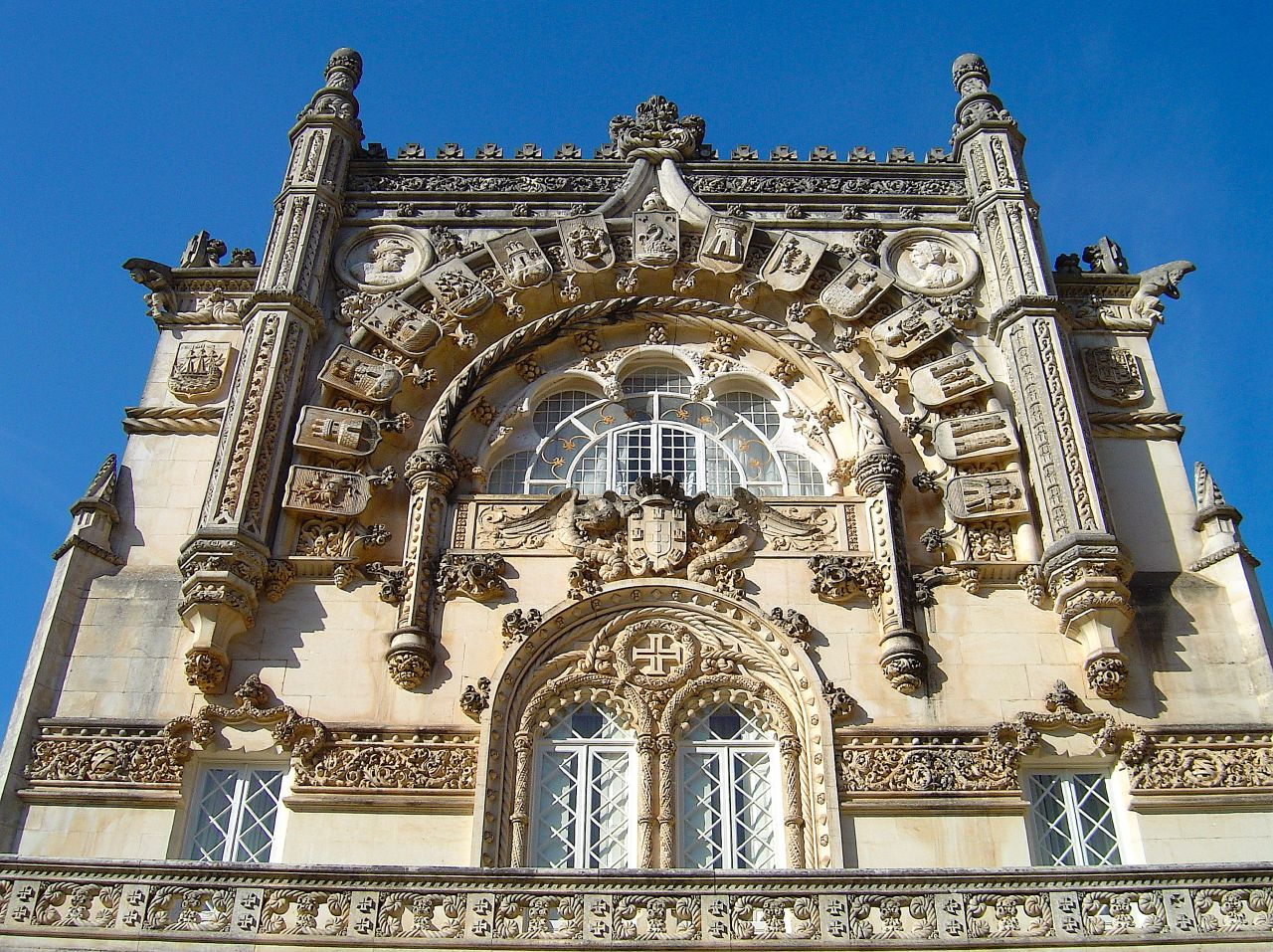
Деталь фасада Дворца-отеля в Буссако.

Неомануэлино распространился также на территориях бывших и тогдашних португальских колоний. В Бразилии существуют несколько зданий в данном стиле, построенных, в основном, португальцами. Наиболее известным среди них является здание Королевской португальской библиотеки, выполненное в 1880—1887 годах португальскими иммигрантами в центре Рио-де-Жанейро.
Другими известными зданиями в стиле неомануэлино являются вокзал Росиу в Лиссабоне (1886—1890), Дворец-отель в Буссако (1888—1907), ратуша Синтры (1906—1909) и поместье Кинта-да-Регалейра (1904—1910). Неомануэлино также использовался в небольших зданиях, например в частных домах.
В Бразилии стиль неомануэлино стал распространяться после строительства Королевской португальской библиотеки. Вскоре были построены такие здания как Португальский центр в Сантусе (1898—1901), Португальская библиотека в Баие (1915—1918) и Португальский Литературный лицей в Рио-де-Жанейро (1938). Другие примеры стиля неомануэлино могут быть обнаружены в африканских и азиатских территориях бывшей Португальской колониальной империи. Также существуют примеры распространения неомануэлино в странах, не связанных с португальской культурой. Так особняк Арсения Морозова в Москве содержит множество элементов неомануэлино.

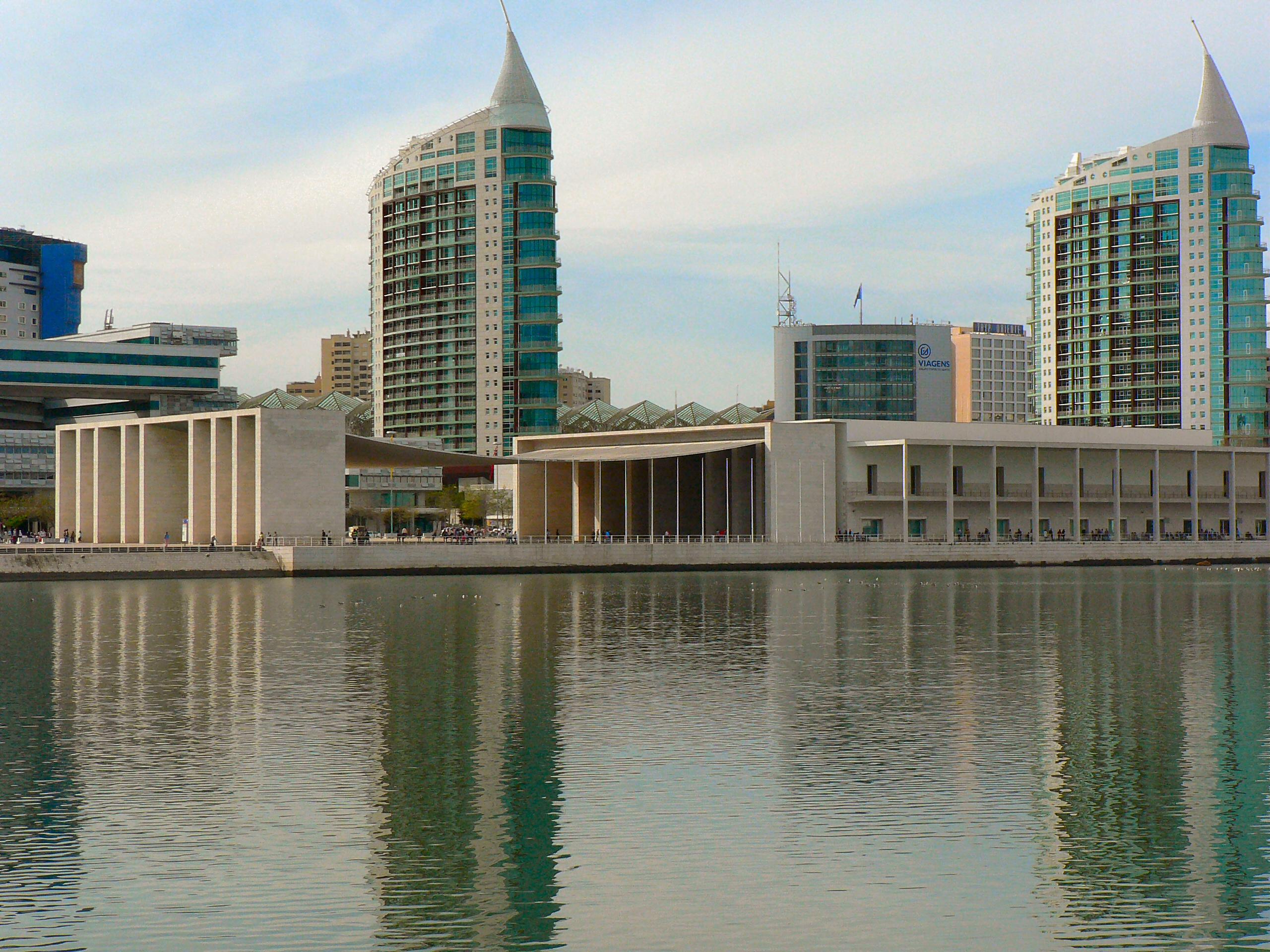
Современная португальская архитектура: здания в Парке Наций, Лиссабон

## Современная архитектура
В Португалии находится одна из ведущих архитектурных школ в мире, известная как Escola do Porto или «Школа Порту». Среди её выпускников такие известные архитекторы как Фернандо Тавора, Алвару Сиза (выигравший в 1992 году Притцкеровскую премию) и Эдуарду Соуту де Моура (выигравший её в 2011 году). Базой для образования новых представителей португальской архитектурной школы является архитектурный факультет университета Порту.